# Конституционный референдум в Сомалиленде (2001)
Конституционный референдум в Сомалиленде, автономном регионе Сомали, проходил 31 мая 2001 года. Референдум должен был одобрить проект Конституции, которая подтверждала независимость Сомалиленда от Сомали. В голосовании участвовало около 2/3 избирателей, из которых 97,1 % проголосовали за проект Конституция. Однако, правительство Сомали выступало против референдума, поэтому он не привёл к международному признанию Сомалиленда.

## Контекст
В мае 1991 года после падения военной диктатуры Сиада Барре повстанческое Сомалийское национальное движение объявило о независимости Сомалиленда. В 1993 году были установлены президентство и двухпалатный парламент как системы исполнительной и законодательной властей. Мухаммед Хаджи Ибрагим Эгаль был избран президентом Сомалиленда на совете старейшин. В 1997 году на Конференции районов Сомалиленда в Харгейсе была принята Конституция, временно действующая 3 года до одобрения её на всеобщем референдуме. В 2000 году Конституция была скорректирована и референдум был перенесён на 2001 год.

## Проведение референдума
Референдум рассматривался как объявление независимости в связи с включением в Конституцию главы о независимости Сомалиленда. Перепись населения не проводилась и списков избирателей не существовало, кто может голосовать решали местные советы старейшин.
Переходное федеральное правительство Сомали выступало против референдума, считая его нелегальным, и заявляло, что правительство Сомалиленда не имеет прав на одностороннее отделение от Сомали. Против референдума выступало также руководство Пунтленда, автономного района на востоке Сомали, рассматривая его как провокационный. Международное сообщество не поддержало референдум.

## Результаты
| Выбор                                | Голоса    | %     |
| ------------------------------------ | --------- | ----- |
| «За»                                 | 1 148 940 | 97,10 |
| «Против»                             | 34 302    | 2,90  |
| Недействительных/пустых бюллетеней   | 4 591     | −     |
| Всего                                | 1 187 833 | 100   |
| Зарегистрированных избирателей/Явка  | 1 188 746 | 99,92 |
| Источник: African Elections Database |           |       |

## Последствия
Президент Сомалиленда Мухаммед Хаджи Ибрагим Эгаль заявил, что конституционный референдум превратил Сомалиленд в нацию и поставил конец вопросу о воссоединении с Сомали. Однако, несмотря на продемонстрированную поддержку независимости населением, ни одна страна не признала независимость Сомалиленда из-за опасений увеличения количества неустойчивых мелких государств. Африканский союз выступает против разделения существующих стран.